# Nicrophorus mongolicus
Nicrophorus mongolicus là một loài bọ cánh cứng trong họ Silphidae được miêu tả bởi Shchegoleva-Barovskaya in 1933.